# (2347) Vinata
(2347) Vinata est un astéroïde de la ceinture principale.

## Description
(2347) Vinata est un astéroïde de la ceinture principale. Il fut découvert le 7 octobre 1936 à Flagstaff par Henry Lee Giclas. Il présente une orbite caractérisée par un demi-grand axe de 3,09 UA, une excentricité de 0,21 et une inclinaison de 13,1° par rapport à l'écliptique.

## Compléments